# Eyehategod
Eyehategod é uma banda de sludge doom metal formada em 1988 na Louisiana, Estados Unidos da América. Eles têm sido uma das mais importantes bandas que emergiram do cenário do metal em Nova Orleans. Ao longo dos anos, sua formação tem se mantido a mesma, com a exceção do baixista guitarrista. Eyehategod recebeu influências de Melvins, The Obsessed, Black Flag, e Black Sabbath. Suas gravações tem sido lançadas pela Century Media, embora a mais recente produção saiu pela Emetic Records.

## História

### In the Name of Suffering
Muito pouco se sabia sobre Eyehategod. Jimmy Bower e Joey LaCaze fundaram a banda em 20 de abril de 1988, e eles recrutaram Mike Williams, Brian Patton e Steve Dale. A banda gravou a demo Lack of Almost Everything em 1990 e mandaram para várias gravadoras. Assinaram com uma gravadora francesa Intellectual Convulsion, e lançaram seu primeiro álbum, In the Name of Suffering. Eles foram brevemente chamados pela Century Media, que relançou In the Name of Suffering. Ainda em 2006, In the Name of Suffering foi relançada com 4 músicas bônus. Essas 4 músicas foram as mesmas 4 que estavam na demo Lack Of Almost Everything.

### Take as Needed for Pain
Eyehategod começaram a gravar Take as Needed for Pain em 1993 com o baixista. O álbum foi gravado no Studio 13, no 13º andar de um departamento de vendas abandonado em Nova Orleans. O som de Take as Needed for Pain foi muito mais limpo, um som mais distinto, com riffs mais definidos. O rock sulista, blues e doom são mais distintos e percebidos neste álbum. Depois do lançamento, a banda entrou em turnê com bandas como White Zombie e Corrosion of Conformity. Depois da turnê, os membros da banda tomaram outros rumos. Mike Williams ocupou-se contribuindo para a revista Metal Maniacs. Jimmy Bower tocou bateria no álbum Broken Glass, da banda Crowbar, e também no álbum NOLA, do Down. Brian Patton gravou o álbum do Soilent Green, Pussysoul.

## Integrantes

### Formação atual
- Mike Williams - vocal
- Jimmy Bower - guitarra
- Brian Patton - guitarra
- Aaron Hill - bateria
- Gary Mader - baixo

### Formação antiga
- Joey LaCaze - bateria (falecido)
- Steve Dale - baixo
- Mark Schultz - guitarra/baixo
- Vince LeBlanc - baixo
- Daniel Nick - baixo
- Charles Alexander - baixo
- Joey Delatte - bateria
- Chris Hilliard - vocal

## Discografia

### Álbuns
- Lack of Almost Everything (1990)
- In the Name of Suffering (1992)
- Take as Needed for Pain (1993)
- Dopesick (1996)
- Southern Discomfort (2000)
- Confederacy of Ruined Lives (2000)
- 10 Years of Abuse (and Still Broke) (2001)
- Live in Tokyo (2004)
- Preaching the "End-Time" Message (2005)
- Eyehategod (2014)

### Singles e EPs
- "Ruptured Heart Theory"
- "Serving Time in the Middle of Nowhere"
- "Southern Discomfort"
- "Sabbath Jam"
- "The Age of Bootcamp"
- "I Am the Gestapo"
- "99 Miles of Bad Road"
- "New Orleans Is The New Vietnam"